# Apollinare di Ravenna
Apollinare di Ravenna (in greco Ἀπολλινάριος τῆς Ῥαβέννας?; Antiochia di Siria, I secolo – Classe, II secolo) è stato un vescovo romano, venerato come santo da tutte le chiese che riconoscono il culto dei santi.
Originario di Antiochia di Siria, Apollinare è considerato il fondatore della Chiesa di Ravenna, città di cui è il santo patrono. 
Il suo dies natalis, o data del martirio, corrisponde al 23 luglio, data della memoria liturgica a Ravenna, in Emilia-Romagna e nella messa tridentina. Il Calendario romano lo celebra invece il 20 luglio, poiché il 23 luglio è sopravvenuta la festa di santa Brigida, compatrona d'Europa.

## Biografia

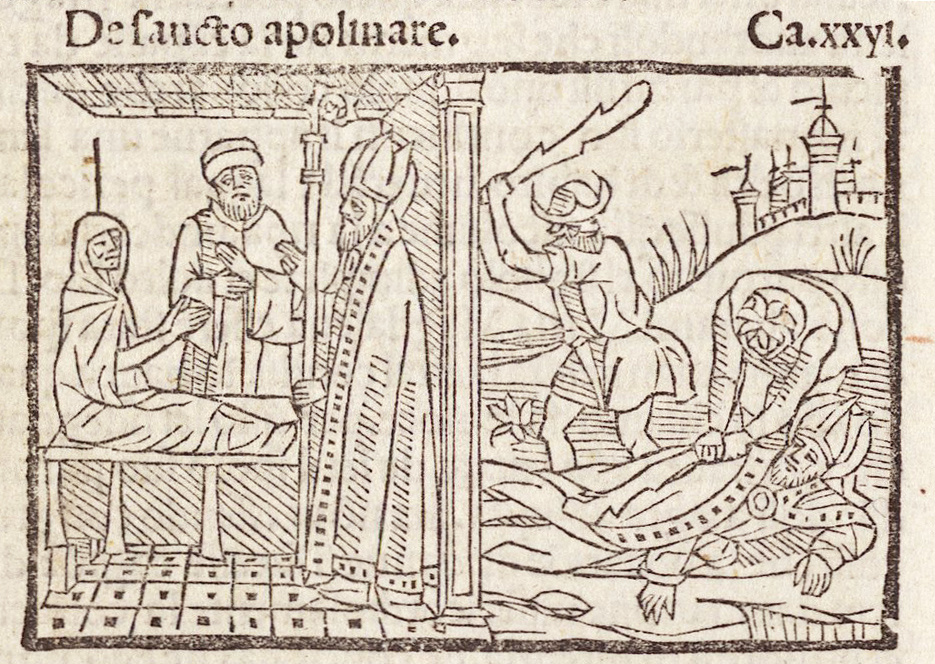
Apollinare nella Legenda Aurea (1497)

Apollinare conobbe il cristianesimo ad Antiochia di Siria, una delle prime città dove esso si diffuse. Divenne discepolo di Pietro allorché questi giunse nella città siriana, probabilmente intorno al 44 dopo Cristo. 
Apollinare accompagnò San Pietro da Antiochia fino a Roma (dove esiste una basilica a lui intitolata) e in seguito fu inviato a Classe, dove la marina militare romana aveva una base (Classis Ravennatis) con centinaia di marinai, molti dei quali provenienti dal Levante.
Subì il martirio sotto Vespasiano.

## Agiografia
Su incarico del santo, Apollinare si recò a Ravenna, nella cui città guarì la moglie del tribuno, portando alla conversione e al battesimo tutta la sua famiglia. Non appena il giudice lo venne a sapere, convocò il santo, per costringerlo a sacrificare alle divinità pagane nel nome di Giove. Apollinare rispose che gli idoli erano solo oro e argento, materiali che era meglio destinare ai poveri. I pagani lì presenti, adirati dalle sue parole, gli si avventarono addosso, malmenandolo e abbandonandolo sulla strada. Tuttavia i fedeli lo raccolsero affidandolo alle cure di una vedova, la quale, dopo sette mesi, riuscì a farlo riprendere.

### Fonti agiografiche
Una fonte completa sull'agiografia del santo è la Passio sancti Apollinaris, risalente al tempo dell'arcivescovo Mauro (642-671), che quasi certamente ne fu l'autore, probabilmente per rivendicare l'autonomia della Chiesa ravennate nei confronti di quella di Milano, sede metropolitana da cui era dipendente fino ad allora. Nel medioevo, questa Passio venne rielaborata confluendo infine nella Legenda Aurea di Jacopo da Varazze.
Sia il martirologio di Beda il Venerabile (dove Apollinare è citato tra i santi del mese di marzo) che le tavolette d'argento ritrovate nel XII secolo dentro il sepolcro, Agnello scrisse che furono messe dall'arcivescovo Mauro (642-671), provano che sin dal settimo secolo vi era la tradizione della missione di Apollinare a Ravenna assegnatagli da Pietro.
Il Martirologio Romano lo descrive come un "vescovo, che, facendo conoscere tra le genti le insondabili ricchezze di Cristo, precedette come un buon pastore il suo gregge, onorando la Chiesa di Classe presso Ravenna in Romagna con il suo glorioso martirio".
In una lettera del 599, papa Gregorio I concesse il perdono a Massimo, vescovo di Salona in Dalmazia, e aggiunse che avrebbe fatto pubblica ammenda recandosi a Ravenna e giurando obbedienza alla Chiesa ante corpus sancti Apollinaris (cioè davanti al sepolcro di Sant'Apollinare). Perché non a Roma? Perché la sede ravennate era stata fondata da Apollinare, ivi mandato da San Pietro, quindi anch'essa vantava una diretta discendenza dall'apostolo.

## Culto e devozione

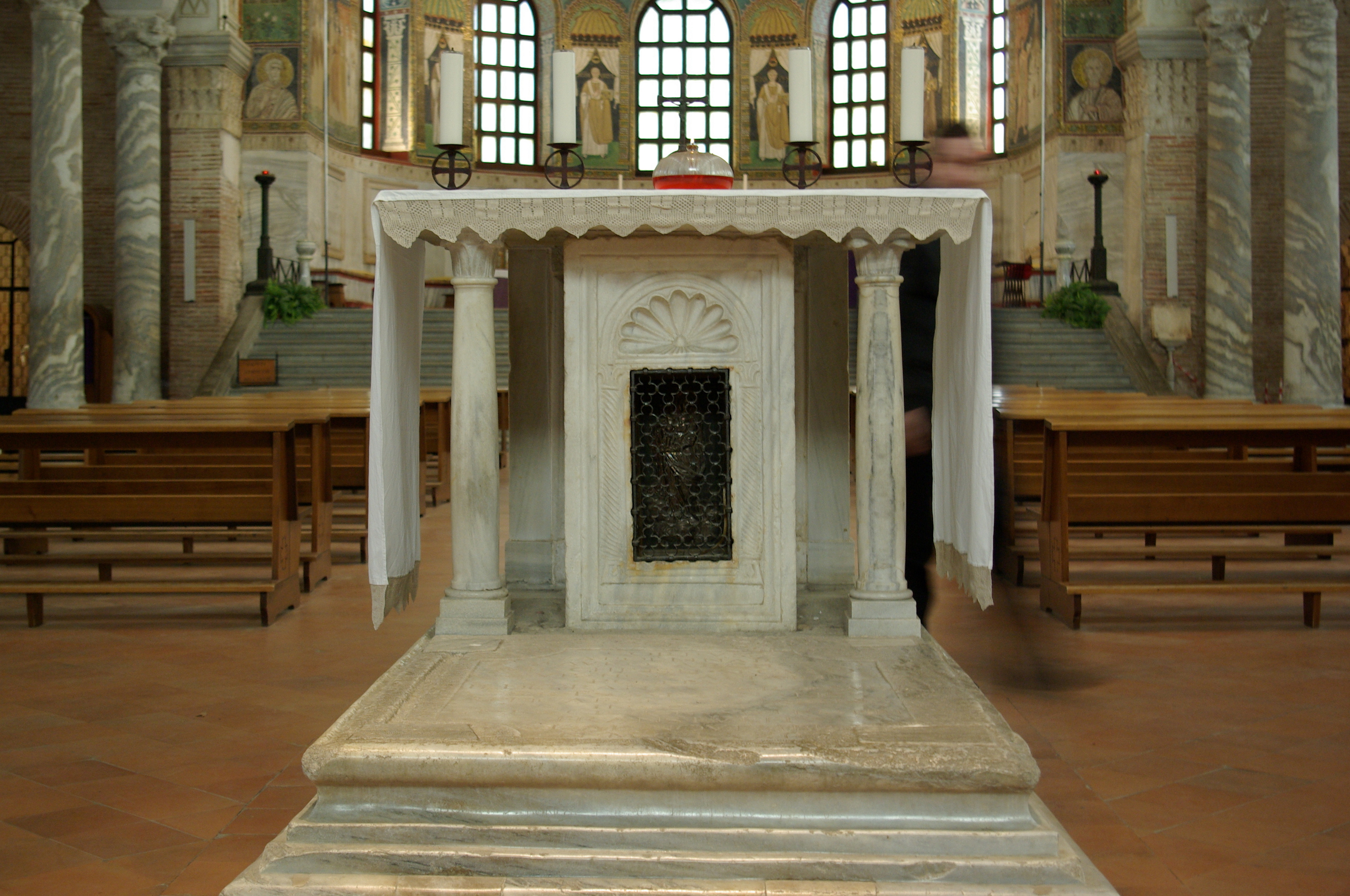
Altare di Sant'Apollinare in Classe, con le reliquie del santo

Sul luogo del martirio, a Civitas Classis, fu eretta nel VI secolo la basilica di Sant'Apollinare. Le reliquie del santo furono nel IX secolo trasferite in città, nella chiesa che da quel momento prese il nome di Sant'Apollinare Nuovo. Successivamente le ossa furono portate in Germania, dove tutt'oggi si trovano.
A Ravenna rimasero il capo e la mano destra che, dal 1874, sono conservate nel duomo.

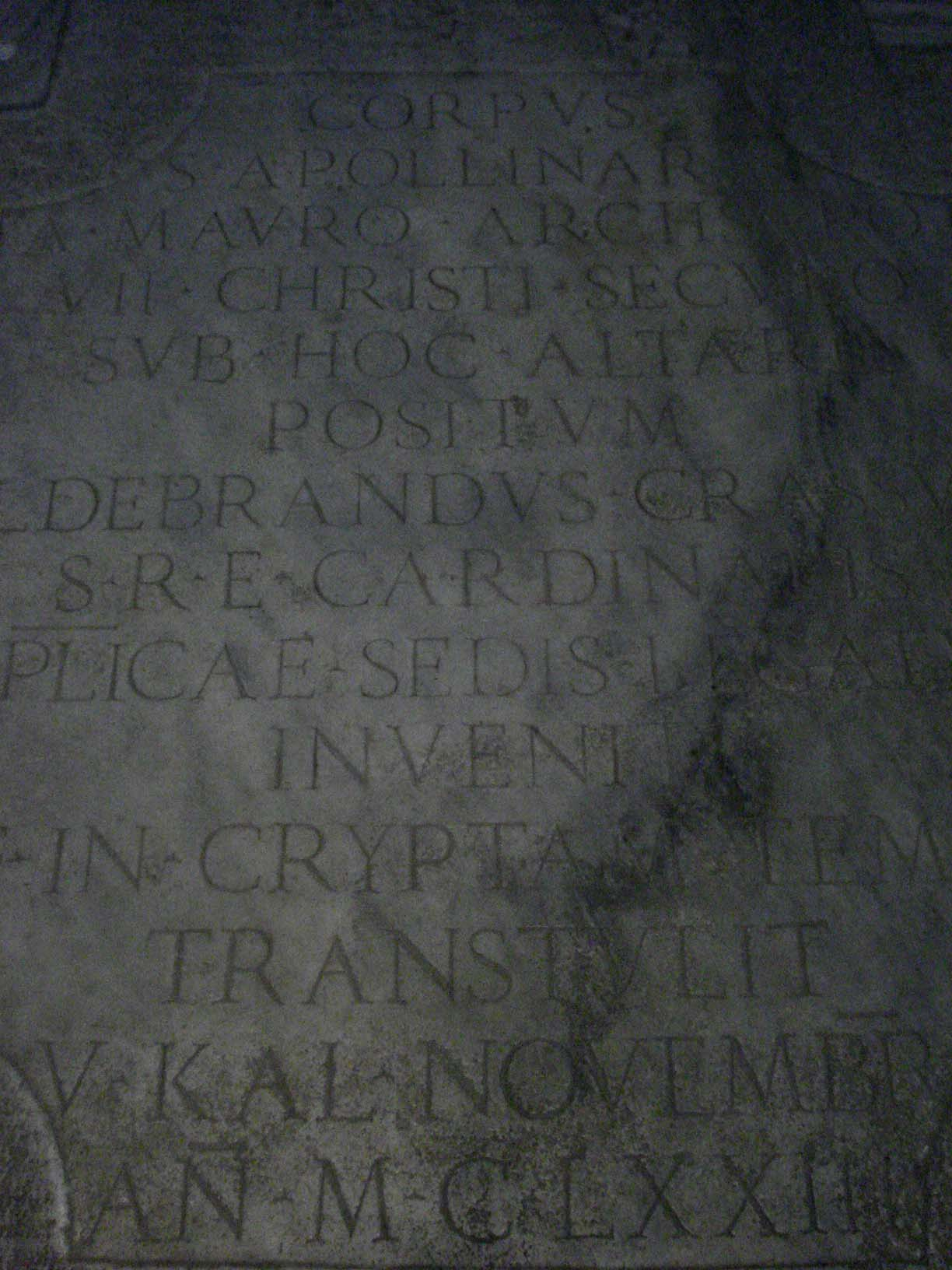
Lapide apposta nel punto in cui furono ritrovate, nel 1173-74, le spoglie di S. Apollinare

Nel XII secolo nacque una lite giuridica tra il monastero di S. Apollinare in Classe e il convento di S. Apollinare Nuovo (situato dentro le mura): entrambi asserivano di conservare la sepoltura del santo. Per stabilire la verità furono effettuati degli scavi, da cui risultò che il corpo riposava sotto l'altare di S. Apollinare in Classe.
Sant'Apollinare è venerato anche in Germania. Sin dal Medioevo le sue ossa erano conservate nell'Apollinariskirche a Remagen (Rigomagus in latino), in Renania. Nel XIV secolo le ossa del santo furono trasferite nella vicina Düsseldorf, sede episcopale. A partire dal 1370 ebbe luogo la costruzione di una chiesa gotica in mattoni, secondo lo stile del Basso Reno. Il tempio a tre navate, inaugurato il 12 luglio 1394, fu intitolato, tra gli altri, a San Lamberto e a Sant'Apollinare. Da quella data è venerato come santo protettore e patrono di Düsseldorf. Il 23 luglio è festa cittadina; quel giorno si tiene la fiera, considerata la più importante della Renania.
La sua popolarità è andata via via crescendo a partire dal XX secolo, anche perché è considerato il santo nazionale della dominazione bizantina in Occidente.

## Fonti storiche
La prima menzione del santo è rintracciabile nel documento del Martirologio Gerominiano, risalente all'inizio del V secolo, in cui una nota, «X kl aug. Ravennæ Apollinaris», classifica il santo come "confessore" e "sacerdote" e fissa la sua ricorrenza al 23 luglio.
Pietro Crisologo (vescovo di Ravenna, 425-451), dottore della Chiesa, cita Apollinare nel sermone 128, offrendo qualche informazione storica sulla vita del santo: egli fu il primo vescovo di Ravenna; «soffrì vari tormenti per la fede».